# Chaim Kanievsky
Rabbijn Shmaryahu Yosef Chaim Kanievsky (Hebreeuws: שמריהו יוסף חיים קַניֶבסקִי) (Pinsk, 8 januari 1928 – Benee Brak, 18 maart 2022) was een Israëlisch rabbijn en een poseek (joodse rechter bij halachische kwesties). Hij wordt beschouwd als een van de belangrijkste leiders in de Haredi-gemeenschap van Israël. Na het overlijden van rabbijn Aharon Yehuda Leib Shteinman in 2017, was Kanievsky (samen met rabbijn Gershon Edelstein) tot aan zijn dood de spirituele leider van de politieke partij Degel HaTorah in Israël.

## Biografie
Kanievsky werd in 1928 geboren in Pinsk, destijds een middelgrote stad in de Tweede Poolse Republiek met een aanzienlijke Joodse bevolking. Hij was de zoon van rabbijn Yaakov Yisrael Kanievsky (1899-1985) en Miriam Karelitz, de zus van rabbijn Avrohom Yeshaya Karelitz (1878-1953). In 1934 verhuisde de zesjarige Kanievsky met zijn ouders naar het Mandaatgebied Palestina. In zijn jeugd stond hij bekend voor het moeiteloos bestuderen van de Thora en het verhelderen van de Talmoed. Tijdens de Arabisch-Israëlische Oorlog van 1948 werd Kanievsky, toen nog een student aan de jesjiva Łomża in Petach Tikwa, opgeroepen voor het Israëlisch defensieleger.
In zijn latere leven bestudeerde hij dagelijks 17 uur lang de Thora. Zijn achterban bestond vooral uit charedische joden, maar ook onder andere (niet-charedische) chassidische joden had Kanievsky veel volgelingen.

## Privé
Kanievsky trouwde met Batsheva Esther (1932-2011), een dochter van rabbijn Yosef Shalom Elashiv (1910-2012) en een kleindochter van rabbijn Aryeh Levin (1885-1969). Het echtpaar kreeg acht kinderen: Hannah, Lea, Avraham, Ruth, Shlomo, Bracha, Dinah en Yitzhak. Kanievsky leefde tot aan zijn overlijden in Benee Brak en werd op 2 oktober 2020 positief getest op het coronavirus. Op 28 oktober 2020 was Kanievsky weer genezen van het virus.
Kanievsky overleed op 18 maart 2022 in zijn huis in Bnei Brak op 94-jarige leeftijd. Zijn begrafenis was een van de drukstbezochte begrafenissen ooit. Als 'geestelijk opvolger' werd aangewezen rabbijn Gershon Edelstein, die op 30 mei 2023 overleed.

## Publicaties
Rabbijn Kanievsky is de auteur van goddelijke en rabbijnse wetgeving, de Halacha, zoals "Derech Emunoh" ("Het pad van het Geloof"), over de landbouwwetten, de "Derech Chochmoh" ("Het pad van Wijsheid"), over de wetten van de Joodse tempelriten en de "Shoneh Halachos" (een systematische presentatie van het populaire werk Mishnah Berurah).
- Derech Emunoh
- Derech Chochmoh
- Sha'arei Emunoh
- Shoneh Halachos
- Shekel Hakodesh
- Orchos Yosher
- Siach Hasadeh
- Nachal Eisan
- Ta'ama D'kra
- B'sha'ar Hamelech
- L'mechase Atik
- Kiryas Melech
- Yishuv Hada'as
- Commentaar op  Maseches Tzitzis
- Commentaar op Maseches Avadim
- Commentaar op Maseches Kusim
- Commentaar op Maseches Geirim
- Commentaar op Perek Shira
- Commentaar op Braisa D'Meleches HaMishkan en Braisa D'Maseches Middos

- Gemeinsame Normdatei: 1027592287
- International Standard Name Identifier: 0000 0000 7991 3961
- Library of Congress Control Number: n84023788
- Nationale Bibliotheek van Israël: 987007276865205171
- Virtual International Authority File: 234987728
- WorldCat: E39PBJvHhhyPmXX9HtxP8qq84q